# Campeonato Turco de Voleibol Feminino de 2019–20
A Liga Turca de Voleibol Feminino de 2019-20 - Série A foi a 36ª edição desta competição organizada pela Federação Turca de Voleibol(FTV), por questões de patrocinadores chamada de "Vestel Venus Sultanlar Ligi". Participam do torneio doze equipes provenientes de cinco regiões turcas, ou seja, de Istambul (província), Bursa (província), Ancara (província),Aidim (província).A temporada cancelada devido à pandemia de COVID-19, sendo só disputado toda fase regular, não sendo declarado campeão e nem o rebaixamento foi aplicado, diante disso a federação anunciou que na próxima edição contará com 16 participantes

## Equipes participantes
| Equipe                  | Cidade   | Última participação | Temporada 2018/2019 |
| ----------------------- | -------- | ------------------- | ------------------- |
| VakıfBank               | Istambul | 2018-19             | 1º                  |
| Eczacıbaşı Vitra        | Istambul | 2018-19             | 2º                  |
| Fenerbahçe Opet         | Istambul | 2018-19             | 3º                  |
| Galatasaray HDI Sigorta | Istambul | 2018-19             | 4º                  |
| Beşiktaş                | Istambul | 2018-19             | 8º                  |
| Nilüfer Bld.            | Bursa    | 2018-19             | 7º                  |
| Beylikdüzü              | Istambul | 2018-19             | 5º                  |
| Türk Hava Yolları       | Istambul | 2018-19             | 6º                  |
| Karayolları             | Ankara   | 2018-19             | 9º                  |
| Aydın B.Şehir Bld.      | Ankara   | 2018-19             | 10º                 |
| Yeşilyurt               | Istambul | A2 2018-19          | 1º                  |
| PTT                     | Ankara   | A2 2018-19          | 2º                  |

## Fase classificatória

### Classificação
- Vitória por 3 sets a 0 ou 3 a 1: 3 pontos para o vencedor;
- Vitória por 3 sets a 2: 2 pontos para o vencedor e 1 ponto para o perdedor.
- Não comparecimento, a equipe perde 2 pontos.
- Em caso de igualdade por pontos, os seguintes critérios servem como desempate: número de vitórias, média de sets e média de pontos.

|  |                                                       |
|  | Equipes classificadas para às quartas-de-final.       |
|  | Equipes que disputarão a permanência ou rebaixamento. |

|     |                         |     | Jogos | Jogos | Jogos | Resultados | Resultados | Resultados | Resultados | Resultados | Resultados | Sets | Sets | Sets  | Pontos | Pontos | Pontos |
| Pos | Equipe                  | Pts | T     | V     | D     | 3–0        | 3–1        | 3–2        | 2–3        | 1–3        | 0–3        | V    | P    | R     | V      | P      | R      |
| --- | ----------------------- | --- | ----- | ----- | ----- | ---------- | ---------- | ---------- | ---------- | ---------- | ---------- | ---- | ---- | ----- | ------ | ------ | ------ |
| 1   | VakıfBank               | 63  | 22    | 21    | 1     | 15         | 6          | 0          | 0          | 0          | 1          | 63   | 9    | 7,000 | 1782   | 1343   | 1.327  |
| 2   | Eczacıbaşı Vitra        | 57  | 22    | 20    | 2     | 11         | 6          | 3          | 0          | 0          | 2          | 60   | 18   | 3.333 | 1846   | 1426   | 1.295  |
| 3   | Fenerbahçe Opet         | 53  | 22    | 18    | 4     | 14         | 1          | 3          | 2          | 2          | 0          | 60   | 19   | 3.158 | 1826   | 1429   | 1.278  |
| 4   | Galatasaray HDI Sigorta | 44  | 22    | 15    | 7     | 8          | 5          | 2          | 1          | 3          | 3          | 50   | 30   | 1.667 | 1829   | 1654   | 1.106  |
| 5   | Yeşilyurt               | 33  | 22    | 12    | 10    | 6          | 3          | 3          | 0          | 4          | 6          | 40   | 39   | 1.026 | 1694   | 1701   | 0.996  |
| 6   | Türk Hava Yolları       | 34  | 22    | 10    | 12    | 5          | 4          | 1          | 5          | 1          | 6          | 41   | 42   | 0.976 | 1797   | 1716   | 1.047  |
| 7   | Aydın B.Şehir Bld.      | 29  | 22    | 10    | 12    | 7          | 2          | 1          | 0          | 6          | 6          | 36   | 40   | 0.900 | 1637   | 1667   | 0.982  |
| 8   | Nilüfer Bld.            | 25  | 22    | 9     | 13    | 4          | 2          | 3          | 1          | 6          | 6          | 35   | 47   | 0.745 | 1701   | 1797   | 0.947  |
| 9   | PTT                     | 26  | 22    | 8     | 14    | 5          | 2          | 1          | 3          | 4          | 7          | 34   | 46   | 0.739 | 1650   | 1819   | 0.907  |
| 10  | Karayolları             | 21  | 22    | 5     | 17    | 4          | 1          | 0          | 6          | 2          | 9          | 29   | 52   | 0.558 | 1705   | 1773   | 0.962  |
| 11  | Beşiktaş                | 8   | 22    | 3     | 19    | 1          | 1          | 1          | 0          | 4          | 15         | 13   | 60   | 0.217 | 1271   | 1754   | 0.725  |
| 12  | Beylikdüzü              | 3   | 22    | 1     | 21    | 0          | 1          | 0          | 0          | 2          | 19         | 5    | 64   | 0.078 | 1036   | 1695   | 0.611  |

## Playoffs
|  | Quartas-de-final      | Quartas-de-final        | Quartas-de-final      | Quartas-de-final      | Quartas-de-final      |  |  | Semifinais    | Semifinais    | Semifinais                  | Semifinais                  | Semifinais                  |                             |                             | Final                       | Final                       | Final                       | Final                       | Final                       |                             |                             |
|  | março a abril de 2020 | março a abril de 2020   | março a abril de 2020 | março a abril de 2020 | março a abril de 2020 |  |  | abril de 2020 | abril de 2020 | abril de 2020               | abril de 2020               | abril de 2020               |                             |                             | maio de 2020                | maio de 2020                | maio de 2020                | maio de 2020                | maio de 2020                |                             |                             |
|  |                       |                         |                       |                       |                       |  |  |               |               |                             |                             |                             |                             |                             |                             |                             |                             |                             |                             |                             |                             |
|  | 1º                    | VakıfBank               |                       |                       |                       |  |  |               |               |                             |                             |                             |                             |                             |                             |                             |                             |                             |                             |                             |                             |
|  | 8º                    | Nilüfer Bld.            |                       |                       |                       |  |  |               |               |                             |                             |                             |                             |                             |                             |                             |                             |                             |                             |                             |                             |
|  | 8º                    | Nilüfer Bld.            | 1º                    |                       |                       |  |  |               |               |                             |                             |                             |                             |                             |                             |                             |                             |                             |                             |                             |                             |
|  |                       |                         |                       |                       |                       |  |  |               |               |                             |                             |                             |                             |                             |                             |                             |                             |                             |                             |                             |                             |
|  |                       | 4º                      |                       |                       |                       |  |  |               |               |                             |                             |                             |                             |                             |                             |                             |                             |                             |                             |                             |                             |
|  | 4º                    | Galatasaray HDI Sigorta |                       |                       |                       |  |  |               |               |                             |                             |                             |                             |                             |                             |                             |                             |                             |                             |                             |                             |
|  | 4º                    | Galatasaray HDI Sigorta |                       |                       |                       |  |  |               |               |                             |                             |                             |                             |                             |                             |                             |                             |                             |                             |                             |                             |
|  | 5º                    | Yeşilyurt               |                       |                       |                       |  |  |               |               |                             |                             |                             |                             |                             |                             |                             |                             |                             |                             |                             |                             |
|  |                       |                         |                       |                       |                       |  |  |               |               |                             |                             |                             |                             |                             | 1º                          |                             |                             |                             |                             |                             |                             |
|  |                       |                         | 2º                    |                       |                       |  |  |               |               |                             |                             |                             |                             |                             |                             |                             |                             |                             |                             |                             |                             |
|  | 2º                    | Eczacıbaşı Vitra        |                       |                       |                       |  |  |               |               |                             |                             |                             |                             |                             |                             |                             |                             |                             |                             |                             |                             |
|  | 7º                    | Aydın B.Şehir Bld.      |                       |                       |                       |  |  |               |               |                             |                             |                             |                             |                             |                             |                             |                             |                             |                             |                             |                             |
|  | 7º                    | Aydın B.Şehir Bld.      |                       | 2º                    |                       |  |  |               |               | Disputa pelo terceiro lugar | Disputa pelo terceiro lugar | Disputa pelo terceiro lugar | Disputa pelo terceiro lugar | Disputa pelo terceiro lugar | Disputa pelo terceiro lugar | Disputa pelo terceiro lugar | Disputa pelo terceiro lugar | Disputa pelo terceiro lugar | Disputa pelo terceiro lugar | Disputa pelo terceiro lugar | Disputa pelo terceiro lugar |
|  |                       |                         |                       |                       |                       |  |  |               |               | Disputa pelo terceiro lugar | Disputa pelo terceiro lugar | Disputa pelo terceiro lugar | Disputa pelo terceiro lugar | Disputa pelo terceiro lugar | Disputa pelo terceiro lugar | Disputa pelo terceiro lugar | Disputa pelo terceiro lugar | Disputa pelo terceiro lugar | Disputa pelo terceiro lugar | Disputa pelo terceiro lugar | Disputa pelo terceiro lugar |
|  |                       | 3º                      |                       |                       |                       |  |  |               | abril de 2020 | abril de 2020               | abril de 2020               | abril de 2020               | abril de 2020               | abril de 2020               | abril de 2020               |                             |                             |                             |                             |                             |                             |
|  | 3º                    | 3º                      | Fenerbahçe Opet       |                       |                       |  |  |               | abril de 2020 | abril de 2020               | abril de 2020               | abril de 2020               | abril de 2020               | abril de 2020               | abril de 2020               |                             |                             |                             |                             |                             |                             |
|  | 3º                    |                         | Fenerbahçe Opet       |                       |                       |  |  |               |               |                             |                             |                             |                             |                             |                             |                             |                             |                             |                             |                             |                             |
|  | 6º                    | Türk Hava Yolları       |                       |                       |                       |  |  |               |               |                             |                             |                             |                             |                             |                             |                             |                             |                             |                             |                             |                             |
|  |                       |                         |                       |                       |                       |  |  |               |               |                             |                             |                             |                             |                             | 4º                          |                             |                             |                             |                             |                             |                             |
|  |                       |                         |                       |                       |                       |  |  |               |               |                             |                             |                             |                             |                             | 3º                          |                             |                             |                             |                             |                             |                             |

## Classificação 5–8 lugar
|  | Classificação 5–8 | Classificação 5–8 | Classificação 5–8 | Classificação 5–8 | Classificação 5–8 |  |  | Disputa de 5º lugar | Disputa de 5º lugar | Disputa de 5º lugar | Disputa de 5º lugar | Disputa de 5º lugar |
|  |                   |                   |                   |                   |                   |  |  |                     |                     |                     |                     |                     |
|  | 6º                | A definir         | 0                 | 0                 | 0                 |  |  |                     |                     |                     |                     |                     |
|  | 7º                | A definir         | 0                 | 0                 | 0                 |  |  |                     |                     |                     |                     |                     |
|  |                   |                   |                   |                   |                   |  |  | 6º                  | A definir           | 0                   | 0                   | 0                   |
|  |                   |                   |                   |                   |                   |  |  | 8º                  | A definir           | 0                   | 0                   | 0                   |
|  | 5º                | A definir         | 0                 | 0                 | 0                 |  |  |                     |                     |                     |                     |                     |
|  | 8º                | A definir         | 0                 | 0                 | 0                 |  |  | Disputa de 7º lugar | Disputa de 7º lugar | Disputa de 7º lugar | Disputa de 7º lugar | Disputa de 7º lugar |
|  |                   |                   |                   |                   |                   |  |  | 5º                  | A definir           | 0                   | 0                   | 0                   |
|  |                   |                   |                   |                   |                   |  |  | 7º                  | A definir           | 0                   | 0                   | 0                   |

## Playout
|  |                                         |
|  | Equipes permanecem para Liga A1 2020-21 |
|  | Equipes rebaixadas.                     |

|     |             |     | Jogos | Jogos | Jogos | Resultados | Resultados | Resultados | Resultados | Resultados | Resultados | Sets | Sets | Sets | Pontos | Pontos | Pontos |
| Pos | Equipe      | Pts | T     | V     | D     | 3–0        | 3–1        | 3–2        | 2–3        | 1–3        | 0–3        | V    | P    | R    | V      | P      | R      |
| --- | ----------- | --- | ----- | ----- | ----- | ---------- | ---------- | ---------- | ---------- | ---------- | ---------- | ---- | ---- | ---- | ------ | ------ | ------ |
| 9   | PTT         | 0   | 0     | 0     | 0     | 0          | 0          | 0          | 0          | 0          | 0          | 0    | 0    | MAX  | 0      | 0      | MAX    |
| 10  | Karayolları | 0   | 0     | 0     | 0     | 0          | 0          | 0          | 0          | 0          | 0          | 0    | 0    | MAX  | 0      | 0      | MAX    |
| 11  | Beşiktaş    | 0   | 0     | 0     | 0     | 0          | 0          | 0          | 0          | 0          | 0          | 0    | 0    | MAX  | 0      | 0      | MAX    |
| 12  | Beylikdüzü  | 0   | 0     | 0     | 0     | 0          | 0          | 0          | 0          | 0          | 0          | 0    | 0    | MAX  | 0      | 0      | MAX    |

## Classificação final
| Posição           | Equipe                  | Classificação                                                |
| ----------------- | ----------------------- | ------------------------------------------------------------ |
| Medalha de ouro   | VakıfBank               | Liga dos Campeões da Europa de 2020-21 · Liga A1 2020/2021   |
| Medalha de prata  | Eczacıbaşı Vitra        | Liga dos Campeões da Europa de 2020-21 · Liga A1 2020/2021   |
| Medalha de bronze | Fenerbahçe Opet         | Liga dos Campeões da Europa de 2020-21 · Liga A1 2020/2021   |
| 4                 | Galatasaray HDI Sigorta | Copa CEV de 2020-21 · Liga A1 2020/2021                      |
| 5                 | Yeşilyurt               | Challenge Cup de 2020-21 · Liga A1 2020/2021                 |
| 6                 | Türk Hava Yolları       | Copa BVA de Voleibol Feminino de 2020-21 · Liga A1 2020/2021 |
| 7                 | Aydın B.Şehir Bld.      | Liga A1 2020/2021                                            |
| 8                 | Nilüfer Bld.            | Liga A1 2020/2021                                            |
| 9                 | PTT                     | Liga A1 2020/2021                                            |
| 10                | Karayolları             | Liga A1 2020/2021                                            |
| 11                | Beşiktaş                | Liga A1 2020/2021                                            |
| 12                | Beylikdüzü              | Liga A1 2020/2021                                            |

## Premiações
| Liga Turca 2019-20                  |
| Turquia                             |
| ----------------------------------- |
| A definir Campeão (?° título Turco) |

### Individuais
As atletas que se destacaram individualmente na fase regular foram:
- Titulares

| 1 Oposto    | Tijana Bošković  | Eczacibasi Vitra   |
| 1 Central   | Saša Planinšec   | Aydın B.Şehir Bld. |
| 1 ponteira  | Ebrar Karakurt   | VakıfBank          |
| 2 ponteira  | Hélène Rousseaux | Nilüfer Bld.       |
| 2 Central   | Eda Erdem Dündar | Fenerbahçe Opet    |
| Levantadora | Ceren Çınar      | Nilüfer Bld.       |

- Reservas

| Líbero 1      | Funda Bilgi         | Türk Hava Yolları |
| Líbero 2      | Şebnem Simge Aköz   | Eczacibasi Vitra  |
| 3 Central     | Zehra Güneş         | VakıfBank         |
| 2 Oposto      | Melissa Vargas      | Fenerbahçe Opet   |
| 3 ponteira    | Brankica Mihajlovic | Fenerbahçe Opet   |
| 4 ponteira    | Derya Cebecioğlu    | Yeşilyurt         |
| 4 Central     | Lauren Gibbemeyer   | Eczacibasi Vitra  |
| 2 Levantadora | Cansu Özbay         | VakıfBank         |